# نلیس (ویرجینیای غربی)
نلیس (به انگلیسی: Nellis) یک منطقهٔ مسکونی در ایالات متحده آمریکا است که در شهرستان بونی، ویرجینیای غربی واقع شده‌است. نلیس ۲۳۲٫۸۷ متر بالاتر از سطح دریا واقع شده‌است.